# ويليام جاي ر. كورتيس
ويليام جاي ر. كورتيس (بالإنجليزية: William J. R. Curtis)‏ هو مؤرخ أمريكي، ولد في 21 مارس 1948.